# Oleg Kotov
Oleg Valeriyevich Kotov (Simferopol, 27 de outubro de 1965) é um ex-cosmonauta russo nascido na península da Crimeia, Ucrânia, então na antiga União Soviética, veterano de três missões ao espaço.
Em sua primeira missão espacial, Kotov permaneceu seis meses em órbita como membro da Expedição 15 da Estação Espacial Internacional, para onde foi lançado do Cosmódromo de Baikonur em 7 de abril de 2007 no comando da nave Soyuz TMA-10, junto com o cosmonauta Fyodor Yurchikhin e o turista espacial norte-americano Charles Simonyi. Durante a permanência em órbita, ele e Yurchikhin realizaram atividades extra-veiculares de cinco horas no total, durante a qual instalaram painéis protetores na ISS, de maneira  a reforçar sua segurança contra impactos de detritos espaciais microscópicos. Kotov retornou à Terra ao  fim da missão, em 21 de outubro de 2007.
Voltou ao espaço a bordo da Soyuz TMA-17, em 20 de dezembro de 2009, como membro da Expedição 22 e em abril de 2010 assumiu o comando da Expedição 23 na ISS, retornando à Terra em 2 de junho de 2010, após seis meses no espaço, pousando com a Soyuz nas estepes do Cazaquistão.
Sua terceira missão, seis anos após a primeira, teve início em 25 de setembro de 2013, no comando da Soyuz TMA-10M, para seis meses a bordo da ISS integrando as Expedições 37 e 38.  Retornou à Terra em 11 de março de 2014. Em seus três voos espaciais, ele acumula seis caminhadas espaciais com 36h 51min passadas fora da estação, de um total de 526 dias no espaço.
Kotov é condecorado como Herói da Federação Russa, a mais alta condecoração  de seu país.